# Acanthastrea hemprichii
Acanthastrea hemprichii е вид корал от семейство Mussidae. Възникнали са преди около 2,59 млн. години по времето на периода неоген. Видът е световно застрашен, със статут Уязвим.

## Разпространение и местообитание
Разпространен е в Австралия, Американска Самоа, Британска индоокеанска територия, Виетнам, Джибути, Египет, Еритрея, Йемен, Израел, Индонезия, Йордания, Кения, Китай, Коморски острови, Мавриций, Мадагаскар, Майот, Малайзия, Мианмар, Микронезия, Мозамбик, Нова Каледония, Папуа Нова Гвинея, Провинции в КНР, Реюнион, Самоа, Саудитска Арабия, Сейшели, Сингапур, Соломонови острови, Сомалия, Судан, Тайван, Тайланд, Танзания, Фиджи, Филипини и Япония.
Среща се на дълбочина от 2 до 5 m, при температура на водата от 25,5 до 25,6 °C и соленост 35,2 ‰.